# Phelipara estanleyi
Phelipara estanleyi är en skalbaggsart som beskrevs av Antonio Vives 2009. Phelipara estanleyi ingår i släktet Phelipara och familjen långhorningar.
Artens utbredningsområde är Filippinerna. Inga underarter finns listade i Catalogue of Life.